# 丹尼尔·斯文松 (2002年生足球运动员)
丹尼尔·约纳坦·斯文松（瑞典語：Daniel Jonathan Svensson，2002年2月12日—）是一位瑞典足球运动员，自2025年1月起效力于德甲俱乐部普鲁士多特蒙德，并代表瑞典国家足球队参加国际比赛，于场上可司职中场或左后卫。

## 俱乐部生涯
继早年曾分别在斯基列博和伊尔斯塔（Irsta IF）受训后，斯文松于12岁时转会至斯德哥尔摩俱乐部布罗马男孩。这是欧洲球员规模最大的足球俱乐部，他在那里成为4,000多名现役球员之一。斯文松为布罗马男孩效力了六年，并已完成一线队首秀，之后于2021年初被邻国丹麦的北西兰足球俱乐部签下。他独自一人搬到了首都哥本哈根附近的城镇法鲁姆，最初住在一家旅馆里。与其老东家不同，这支丹麦俱乐部征战于超级联赛而非丙级联赛。斯文松初期只能代表19岁梯队出场，直到2021年秋季才有所改观。他很快成为一线队主力，并随队赢得了八场比赛中的六场。之后，斯文松在对阵奥尔堡的比赛中替补出场，并贡献了助攻，帮助球队首开纪录（最终比分1-1）。在接下来的几年里，这位瑞典球员在阵中的地位日益稳固，参加了丹超联赛的保级轮和争冠轮。他们也曾两度进入丹麦杯半决赛，其中北西兰一次获得亚军。
斯文松效力北西兰期间表现最佳的是在2023-24赛季。他于联赛中射入4球，并送出12次助攻，其中包括在7-2战胜奥胡斯的比赛中完成助攻“帽子戏法”。同样值得注意的是，斯文松能够积极参与每场比赛而不受伤病困扰。在随队战胜布加勒斯特星和贝尔格莱德游击队后，北西兰于2023年夏天获得了参加欧洲协会联赛的资格，这也是他首次亮相欧洲赛场。在分组赛阶段，北西兰取得了一些佳绩，其中包括6-1战胜十三届保加利亚冠军卢多戈雷茨和7-1战胜土耳其纪录冠军费内巴切。作为中场球员，斯文松在这两场比赛中都参与了一个进球。尽管如此，北西兰最终仍排在这两支球队之后名列第三，无缘晋级。
2024-25赛季，斯文松正式转任左后卫，他直到冬歇期前都始终保持着良好的状态。其北西兰队友耶珀·特韦尔斯科夫如是评价他：“他就像一台机器，身体素质出色，而且能承受很多比赛。在我们几乎每三天就有一场比赛的那段时间里，很多球员都满负荷参赛。唯一的区别是，他每场比赛都能跑动13公里。他的跑动里程数非常高，令人印象深刻”。当时，俱乐部在杯赛八分之一决赛中通过点球大战惜败于第四级联赛的布拉布兰德，联赛排名亦暂列第七。
冬歇期结束后，在欧陆多家俱乐部均感兴趣的情况下，这位瑞典球员于2025年2月初选择外借至德甲俱乐部普鲁士多特蒙德，拒绝了其他球队的邀约。斯文松的签约是由于后防线频繁受伤，他成为继亞歷山大·伊沙克亞歷山大·伊沙克之后第二位为多特蒙德效力的瑞典球员，将与拉米·本塞拜尼直接竞争。他首次代表新东家是出战欧洲冠军联赛，并在3-0战胜里斯本竞技的淘汰赛附加赛中打满全场。最终，他随多特蒙德在四分之一决赛中被最终的西甲冠军巴塞罗那淘汰出局。在当季德甲联赛，斯文松在第30轮对阵普鲁士门兴格拉德巴赫的比赛中于上半场补时第4分钟头球破门，成为他为多特蒙德队攻入的首粒进球。到赛季结束时，这位瑞典球员共送出3次助攻，成为常规首发。在完成第15场正式比赛后，由于租借协议中包含了买断选项，斯文松于2025年5月中旬与多特蒙德正式签约，期至2029年6月30日届满。

## 国家队生涯
在先后代表五支各年龄段的瑞典国家青年队出场后，斯文松于2024年10月14日首度获得时任瑞典国家足球队主教练容·达尔·托马森的征召，在欧洲国家联赛对阵爱沙尼亚的比赛第89分钟首次代表成年组国家队出场，随队以3-0获胜。

## 荣誉
普鲁士多特蒙德
- 德甲月度最佳新秀（英语：Bundesliga Awards）：2025年4月[9]